# Lagos (Griechenland)
Lagos (griechisch Λάγος (m. sg.) früher auch als Porto Lagos (Πόρτο Λάγος (n. sg.)) oder Port Lagos bekannt, türkisch Karaağaç, bulgarisch Карагач Karagatsch, auch Порто Лагос Porto Lagos) ist ein Dorf der Gemeinde Avdira in der griechischen Region Ostmakedonien und Thrakien.

## Ort und Umgebung
Lagos liegt an einem Kanal, der das Ägäische Meer mit dem Vistonida-See verbindet. Im Ort befindet sich ein Informationszentrum, das Auskunft über die umliegende artenreiche Lagunenlandschaft gibt. In der Mitte der östlich gelegenen Lagos-Lagune liegt das byzantinische Kirchlein Ágios Nikólaos, das über einen Damm mit dem Land verbunden ist.

## Politische Geschichte

Verkehrsanbindung um 1910

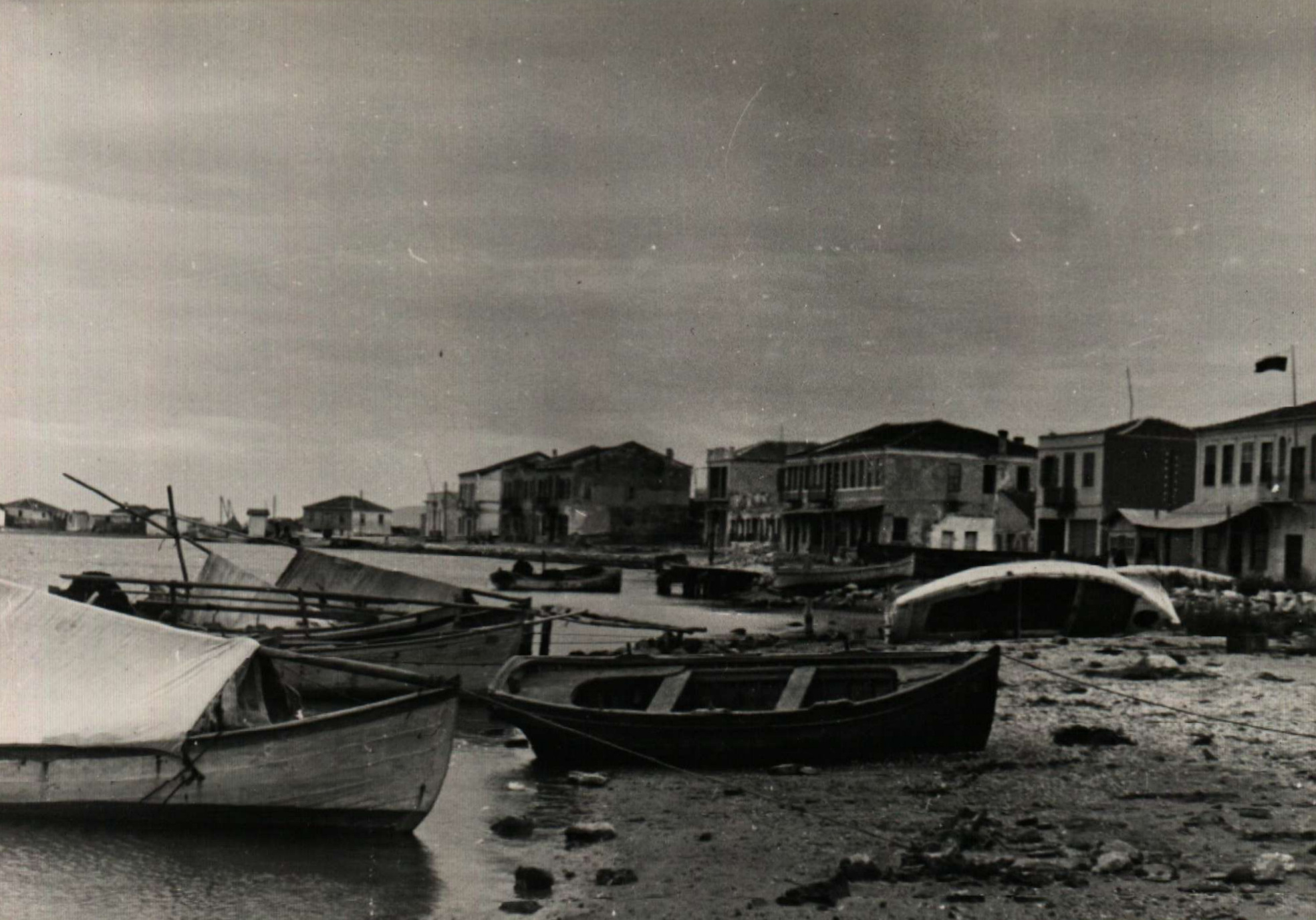
Porto Lagos, ca. 1940

Von 1878 bis 1912 gehörte das Dorf zum Sandschak Gümülcine im Vilâyet Edirne. Wie der 100 Kilometer weiter östlich gelegene Hafenort Alexandroupoli war Lagos von 1912 bis 1920 bulgarisch. Eine direkte Eisenbahnverbindung von Sofia durch die Rhodopen sollte Lagos zum zweiten Ägäishafen Bulgariens machen und der Eisenbahn- und Hafenbau gemäß dem Porto-Lagos-Vertrag von 1915 von der deutschen Disconto-Gesellschaft finanziert werden. Die Planung dieser als sichere Parallelstrecke gedachten Route wurde aufgegeben, als die Trasse der Eisenbahnlinie von Norden ins damals bulgarisch Дедеагач Dedeagatsch heißende Alexandroupoli, die zuvor noch teilweise über osmanisches Territorium geführt hatte, im August 1915 vollständig an Bulgarien fiel.
Eine weitere Verbindung über den Rhodopen (Kardschali), Thrakien (Chaskowo, Stara Sagora) und das Balkangebirge bis zum bulgarischen Hafen an der Donau, Russe wurde nach dem Verlust Westthrakiens durch Bulgarien gemäß dem Vertrag von Neuilly-sur-Seine aufgegeben.

## Postgeschichte

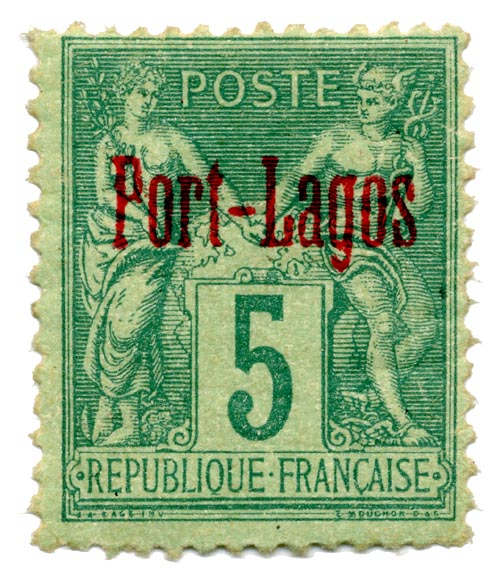
Briefmarke von 1893

Während der Zugehörigkeit zum Osmanischen Reich erhielt eine französische Postdampfer-Agentur eine Postkonzession für Lagos. Sie betrieb 1874–1875 sowie 1880–1898 ein Postamt unter Verwendung überdruckter französischer Briefmarken.